# デバイ長
デバイ長（デバイちょう、英: Debye length）とは、プラズマ中でそれを構成する荷電粒子が動いて電場を遮蔽する現象（デバイ遮蔽）において、その遮蔽が有効になる長さのスケールのことを言う。言い換えればプラズマ中でもこの長さより小さいスケールでは電場によりイオンと電子を分けて電荷分布を生み出すことが出来、電気的中性が保証されない。1923年にオランダの物理化学者ピーター・デバイとドイツの物理化学者エーリヒ・ヒュッケルによって強電解質溶液について論じられた概念で、現在ではプラズマに拡張して適用されている。
デバイ距離やデバイ半径 (Debye radius) と呼ばれることもある。

## 物理
プラズマ中に局所的に外部電場が作用すると直ちに電流が流れ、局所的に電気的中性が破れて電荷が溜まる。この溜まった電荷はそれ自身でまた電場をつくり、それが最初の電場をうち消す。ところで荷電粒子は熱運動をしており、熱運動は電荷分布を一様にする方向に働く。その結果、最初の外部電場は部分的に打ち消されたかたちで残る。
例として点電荷 q を考える。真空中であればその点電荷のつくる電場はクーロンの法則に従う裾の長いクーロン場である。プラズマ中では、構成荷電粒子のうちその点電荷と反対符号の電荷がその周りに集まるが、それらの電荷が熱運動でその点電荷のを取り囲む形の電荷分布をつくることを考慮すると、ポアソン方程式を解くことで、次のポテンシャルから導かれる電場になることが分かる。
{\displaystyle q\phi (r)={\frac {q}{4\pi \varepsilon _{0}}}{\frac {1}{r}}\exp \left(-{\frac {r}{\lambda _{\mathrm {D} }}}\right)}
ここで r は点電荷からの距離、ε0 は真空の誘電率であり、λD は
{\displaystyle \lambda _{\mathrm {D} }={\sqrt {\frac {\varepsilon _{0}k_{\mathrm {B} }T_{\mathrm {e} }}{n_{\mathrm {e} }e^{2}}}}}
で与えられる長さで、これがデバイ長である。ここではプラズマは熱平衡で、イオンの荷電は1価の場合を考えているが、電子による遮蔽のみを考える場合はイオンの価数は準中性条件から相殺される（もう少し一般の場合は下を参照）。なお、Te は温度、kB はボルツマン定数、ne は電子密度であり、ε0, kB, e は物理定数なので、その値を代入して ne を 1 cm3 あたりの密度とすれば
{\displaystyle \lambda _{\mathrm {D} }\approx 6.9{\sqrt {\frac {T_{\mathrm {e} }}{n_{\mathrm {e} }}}}\,{\mbox{cm}}}
となる。
そしてこのポテンシャルはデバイ-ヒュッケルのポテンシャルと呼ばれ、また湯川秀樹の中間子論で導かれた力のポテンシャルと同型であることから湯川型ポテンシャルとも呼ばれる。プラズマ中では距離 r 離れた2つの荷電粒子 q と q′ との間に働く力のポテンシャルは実効的に qq′φ(r) で与えられる。
このポテンシャルはグラフに描くと、r < λD ではクーロン場のポテンシャルとあまり変わらず、r > λD では非常に小さくなることが見てとれる。すなわち、プラズマ中の点電荷は λD より遠くではプラズマに遮蔽されて見えなくなる。これがデバイ遮蔽である。こうして、プラズマ中では「荷電粒子間に働く力はデバイ長より短い距離ではクーロン力にほぼ等しく、遠くではほぼ 0 である」という描像が良い近似で成り立ち、たとえば荷電粒子間の力をクーロン力とした分子運動論的扱いで輸送係数を求める際に、衝突径数についての積分を λD で切断する根拠を与える。
ほかにも方程式系を規格化する際も長さはデバイ長で規格化すると都合がよい場合も多く、時間スケールの目安となるプラズマ振動数と並んで系の長さの目安となる重要な物理量である。また、プラズマ振動数 ωp との関係は、熱速度 vth = √kBT/me を用いて
{\displaystyle \lambda _{\mathrm {D} }={\frac {v_{\mathrm {th} }}{\omega _{\mathrm {p} }}}}
とあらわされる。
デバイ長は、プラズマ中に電場が生ずる現象で至る所に現れる。たとえば金属容器中のプラズマは、プラズマと容器壁との間の電位差によって電場の侵入を受けるが、その影響は金属壁から λD の程度の距離の範囲にとどまる。その際に出来る壁近くのプラズマの構造はシースと呼ばれる。

## 少し一般の場合
イオンの荷電が Z 価で、イオンの温度 Ti と電子の温度 Te とが異なる場合は、イオン成分と電子成分のそれぞれに対してデバイ長 λDi と λDe が
{\displaystyle \lambda _{\mathrm {Di} }={\sqrt {\frac {\varepsilon _{0}k_{\mathrm {B} }T_{\mathrm {i} }}{n_{\mathrm {i} }(Ze)^{2}}}},~\lambda _{\mathrm {De} }={\sqrt {\frac {\varepsilon _{0}k_{\mathrm {B} }T_{\mathrm {e} }}{n_{\mathrm {e} }e^{2}}}}}
と定義され（ここで Zni = ne）、それらを用いて全体のデバイ長 λD が
{\displaystyle {\frac {1}{\lambda _{\mathrm {D} }^{2}}}={\frac {1}{\lambda _{\mathrm {Di} }^{2}}}+{\frac {1}{\lambda _{\mathrm {De} }^{2}}}={\frac {(Ze)^{2}n_{i}}{\varepsilon _{0}k_{\mathrm {B} }T_{\mathrm {i} }}}+{\frac {e^{2}n_{\mathrm {e} }}{\varepsilon _{0}k_{\mathrm {B} }T_{\mathrm {e} }}}}
と表される。これからデバイ長ではより低温の成分の寄与が大きいことが解る。これは高温成分の粒子は運動エネルギーが大きいため、電場があってもその運動への影響が小さく、電場を遮蔽するように分布を変化させることが少ないためである。従って Ti ≪ Te の場合は、ゆっくりした現象でのデバイ遮蔽へはイオンの寄与が大きい。しかし、電子が主役を演ずる速い現象ではイオンはそれに追随できないので電子自身による遮蔽が支配的になり、λD 〜 λDe となる。